# 贝尔特贡
贝尔特贡（法語：Berthegon，法語發音：[bɛʁtəɡɔ̃]）是法国新阿基坦大区维埃纳省的一个市镇，属于沙泰勒罗区。

## 地理
贝尔特贡（46°53'50"N, 0°15'48"E）面积10.61 平方千米，位于法国新阿基坦大区维埃纳省，该省份为法国中西部省份，北起曼恩-卢瓦尔省和安德尔-卢瓦尔省，西接德塞夫勒省，南至夏朗德省，东南接上维埃纳省，东临安德尔省。
与贝尔特贡接壤的市镇（或旧市镇、城区）包括：奥尔什、普兰赛、赛尔、萨维尼苏费、塞里尼。

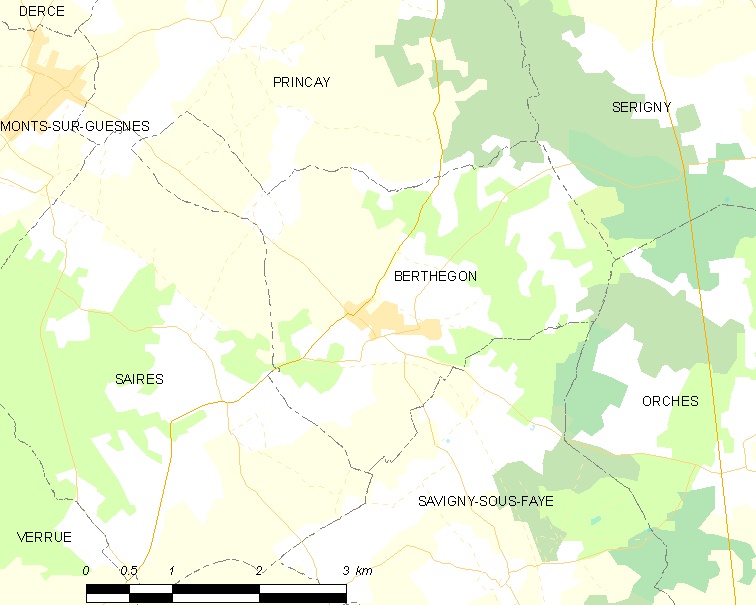
贝尔特贡的OSM定位图

贝尔特贡的时区为UTC+01:00、UTC+02:00（夏令时）。

## 行政
贝尔特贡的邮政编码为86420，INSEE市镇编码为86023。

## 政治
贝尔特贡所属的省级选区为卢丹县。

## 人口

1962-2008年间贝尔特贡人口变化图示

贝尔特贡于2022年1月1日时的人口数量为262人。